# Guan dao
O Guan dao ou Kwan dao (關刀 ou 关刀)  (Pinyin: Guān dāo), conhecido também como "a lâmina do general", é a mais típica das armas do kung fu.

## A origem do nome
O nome Guan Dao é uma homenagem ao seu usuário mais famoso, o General Guan Yu (關羽) (160–219) um herói real também famoso como personagem do épico chinês "Os Três Reinos", escrito por Luo Guanzhong no século XIV. Ele é uma das figuras das artes marciais mais significativas, lendário "santo protetor" das artes marciais. É honrado em muitos altares ancestrais, e nenhuma escola de kung fu pode ser considerada "tradicional" sem a presença do General Guan.
Dao é comumente traduzido como faca ou espada, porém essa tradução é um tanto deficiente visto que dao aparece no nome de muitas armas chinesas:
- Da dao (espada grande)
- Pu dao (espada simples)
- Ma dao (espada do cavalo)

Uma melhor tradução poderia ser "lâmina", uma vez que toda espada e faca insinua algo menor e todo dao é curvo, com uma única extremidade. A forma da lâmina distingue-se entre as armas de bastão.

## Características
A lâmina do Guan dao é anormalmente larga, com um gancho atrás. Esse gancho é costumeiramente adornado com crina de cavalo avermelhada. É uma arma difícil de manipular quando montado como arma de bastão. Assim, o Guan Dao é projetado melhor para golpes grandes, poderosos, como do tipo que corta cabeças.
A característica física mais impressionante do Guan Dao é seu peso. Normalmente pesa em torno de 4 a 5 quilos.
Na China, existem alguns que são pesados ao extremo. Relatos afirmam que a Kwan Dao do General Kwan Yu pesava em torno de 50Kg. Isso requer força extrema e profunda habilidade no kung fu.
O Kwan dao representa o espírito do kung fu por seu grande peso e por sua origem histórica lendária, é venerado como arma de mestre e encarna a essência da prática com armas chinesas tradicionais.